# جان مایکل مک‌کارتی
جان مایکل مک‌کارتی (انگلیسی: John McCarthy؛ زادهٔ ۱۲ اکتبر ۱۹۶۲) داور بوکس و داور هنرهای رزمی ترکیبی اهل ایالات متحده آمریکا است.